# Bartosz Krzysiek

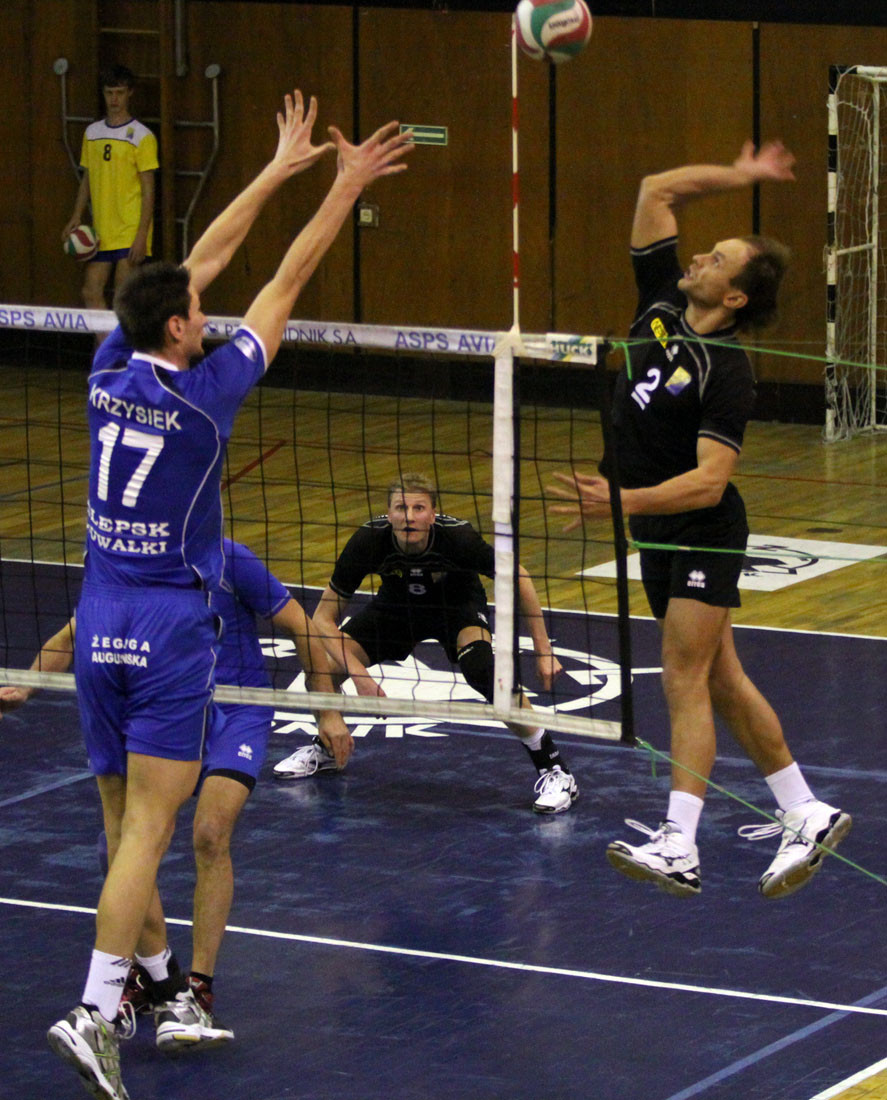
Bartosz Krzysiek (nr 17) w bloku w meczu ligowym 11. kolejki I ligi 2010/2011 Avia Świdnik - Ślepsk Suwałki, 27.11.2010

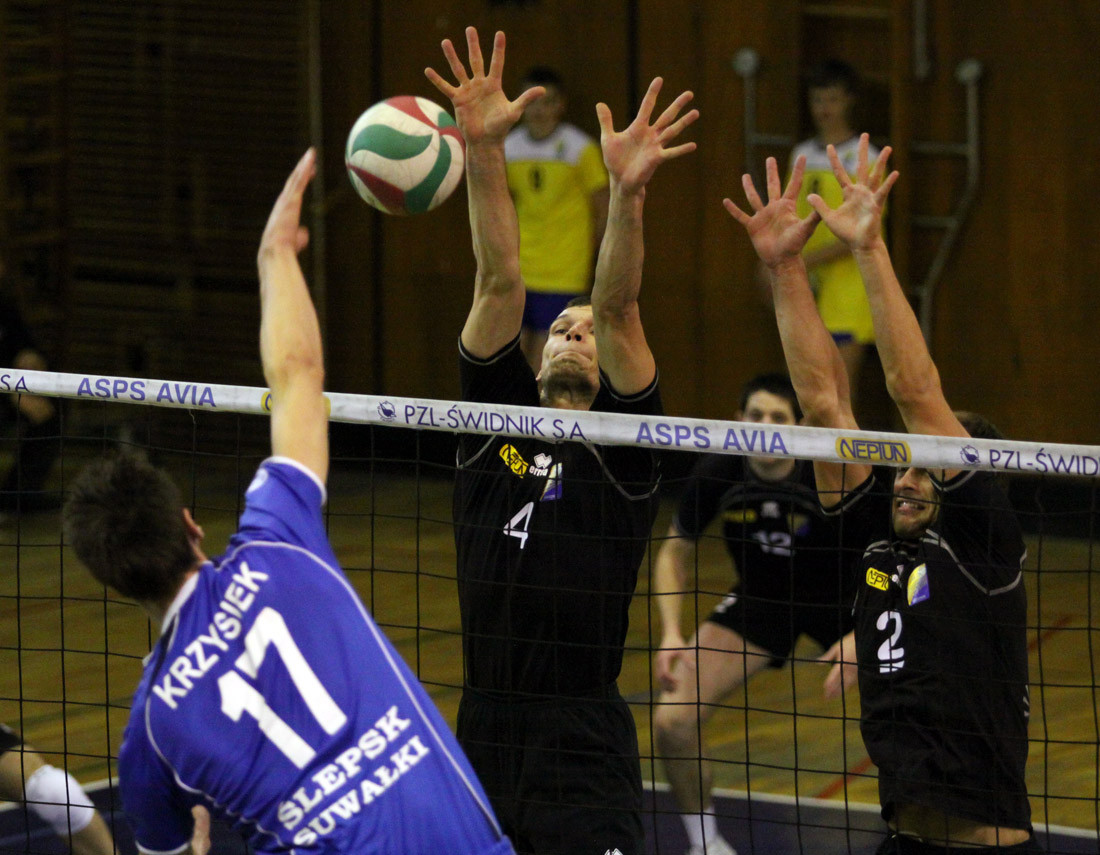
Bartosz Krzysiek (nr 17) w ataku z prawego skrzydła w meczu ligowym 11. kolejki I ligi 2010/2011 Avia Świdnik - Ślepsk Suwałki, 27.11.2010

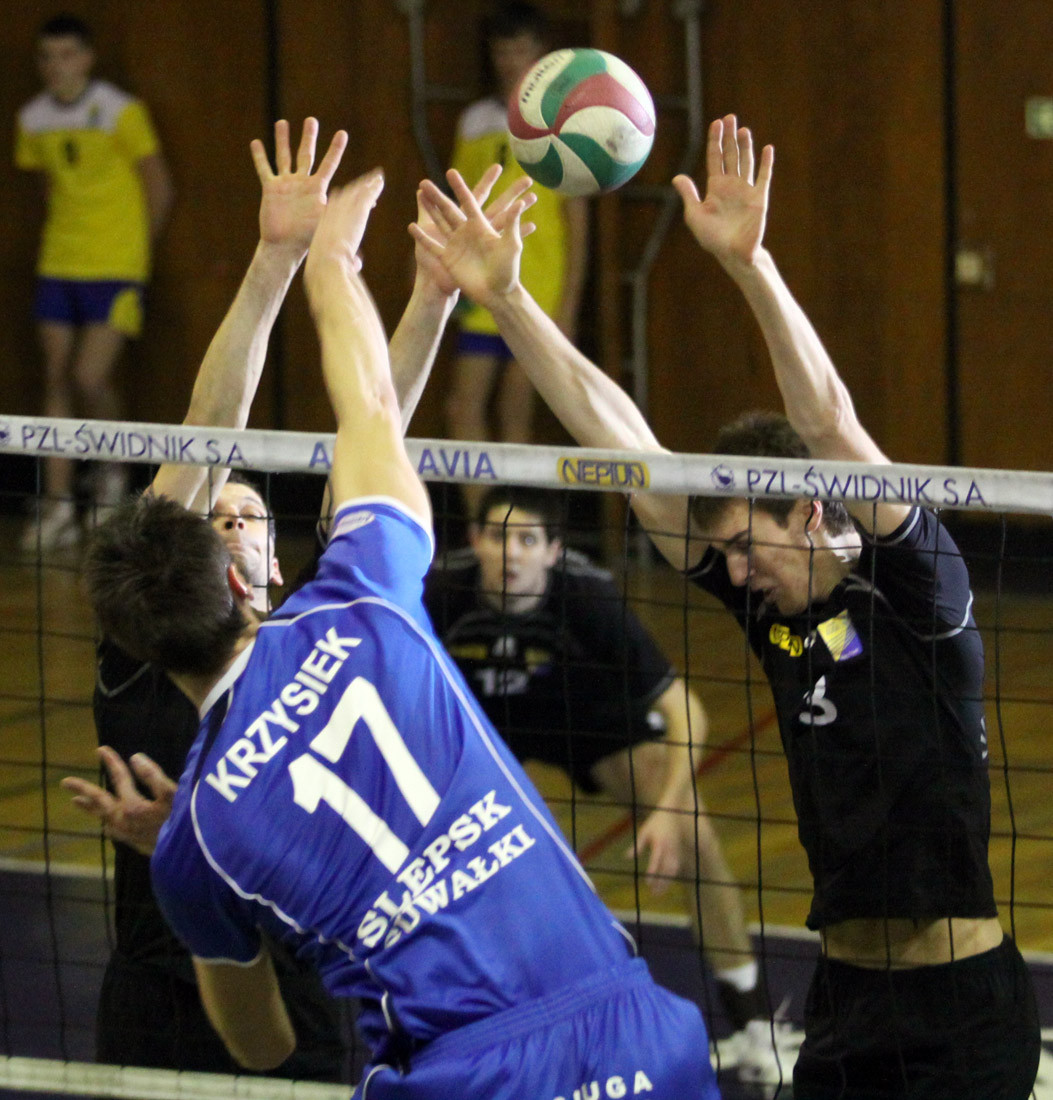
Bartosz Krzysiek (nr 17) w ataku z prawego skrzydła w meczu ligowym 11. kolejki I ligi 2010/2011 Avia Świdnik - Ślepsk Suwałki, 27.11.2010

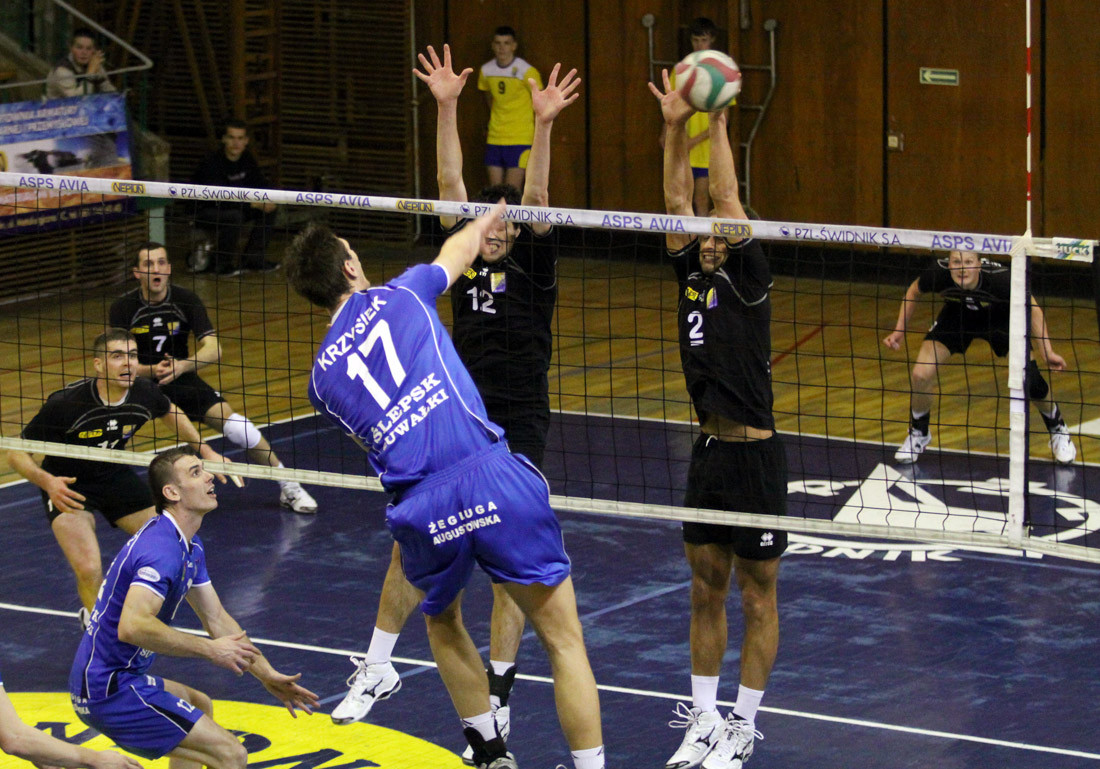
Bartosz Krzysiek (nr 17) w ataku z prawego skrzydła w meczu ligowym 11. kolejki I ligi 2010/2011 Avia Świdnik - Ślepsk Suwałki, 27.11.2010

Bartosz Krzysiek (ur. 19 lutego 1990 w Warszawie) – polski siatkarz, grający na pozycji atakującego, wychowanek MKS-u MDK Warszawa.
Jest wychowankiem MKS-u MDK Warszawa. W sezonie 2008/2009 po zakończeniu rozgrywek juniorskich został wypożyczony na drugą rundę fazy zasadniczej i fazę play-off do Ósemki Siedlce. Jednocześnie nadal trenował z drużyną MKS-u MDK Warszawa, a do Siedlec wyjeżdżał jedynie na jeden lub dwa treningi i na mecze.
15 czerwca 2009 roku został wypożyczony na jeden sezon z MKS-u MDK Warszawa do Ślepska Suwałki. Ostatecznie w drużynie z Suwałk spędził dwa sezony.
W maju 2011 roku brał udział w treningu przeznaczonym dla młodych zawodników i zorganizowanym przez nowego trenera AZS-u Olsztyn Tomaso Totolo. Zrobił wtedy duże wrażenie zarówno na włoskim trenerze, jak i na działaczach olsztyńskiego klubu. 14 lipca 2011 roku podpisał z Akademikami trzyletnią umowę.
W 2008 roku wystąpił w mistrzostwach Europy juniorów w czeskim Brnie. Reprezentacja Polski zajęła na tych rozgrywkach 9. miejsce.
W 2012 roku został powołany do szerokiej kadry Polski na Ligę Światową.

## Przebieg kariery
| Lata                 | Klub                      |                   |                   |                   |                   |                   |                   |                   |                   |                   |
| Kariera juniorska    | Kariera juniorska         | Kariera juniorska | Kariera juniorska | Kariera juniorska | Kariera juniorska | Kariera juniorska | Kariera juniorska | Kariera juniorska | Kariera juniorska | Kariera juniorska |
| -------------------- | ------------------------- | ----------------- | ----------------- | ----------------- | ----------------- | ----------------- | ----------------- | ----------------- | ----------------- | ----------------- |
| –2009                | MKS MDK Warszawa          |                   |                   |                   |                   |                   |                   |                   |                   |                   |
| 2008–2009            | Ósemka Siedlce            |                   |                   |                   |                   |                   |                   |                   |                   |                   |
| Kariera seniorska    |                           |                   |                   |                   |                   |                   |                   |                   |                   |                   |
| 2009–2011            | Ślepsk Suwałki            |                   |                   |                   |                   |                   |                   |                   |                   |                   |
| 2011–2014            | AZS Olsztyn               |                   |                   |                   |                   |                   |                   |                   |                   |                   |
| 2014–2015            | Effector Kielce           |                   |                   |                   |                   |                   |                   |                   |                   |                   |
| 2015–2016            | Łuczniczka Bydgoszcz      |                   |                   |                   |                   |                   |                   |                   |                   |                   |
| 2017                 | Jakarta Electric PLN      |                   |                   |                   |                   |                   |                   |                   |                   |                   |
| 2017–2018            | AZS Częstochowa           |                   |                   |                   |                   |                   |                   |                   |                   |                   |
| 2018–2019            | GKS Katowice              |                   |                   |                   |                   |                   |                   |                   |                   |                   |
| 2019–2020            | Stal AZS PWSZ Nysa        |                   |                   |                   |                   |                   |                   |                   |                   |                   |
| 2020 (do 17.12.2020) | Daejeon Samsung Bluefangs |                   |                   |                   |                   |                   |                   |                   |                   |                   |
| 2021 (od 14.01.2021) | Al-Salam                  |                   |                   |                   |                   |                   |                   |                   |                   |                   |
| 2021–2022            | Al-Nasr Rijad             |                   |                   |                   |                   |                   |                   |                   |                   |                   |
| 2022 (od 17.03.2022) | Delta Group Porto Viro    |                   |                   |                   |                   |                   |                   |                   |                   |                   |

## Sukcesy klubowe
Mistrzostwo I ligi:
- 2018, 2020

Mistrzostwo Omanu:
- 2021